# Jansky
De jansky is een maat voor fluxdichtheid, dat wil zeggen voor de hoeveelheid doorstroom door een eenheid van oppervlakte. De jansky is geen SI-eenheid, maar wordt desondanks veel gebruikt in de radio-astronomie, vaak ook als millijansky (mJy).
De jansky drukt uit hoeveel energie van een bron op een oppervlak bij de waarnemer aankomt per tijdseenheid en frequentie.
De eenheid is gedefinieerd als 10−26 watt per vierkante meter per hertz. Een zo kleine hoeveelheid is passend in de radioastronomie, waar maar heel weinig energie van een kosmisch object daadwerkelijk wordt waargenomen. In SI-eenheden uitgedrukt is de jansky:
{\displaystyle 1\,\mathrm {Jy} =10^{-26}\ {\frac {\mathrm {W} }{\mathrm {Hz} \cdot \mathrm {m} ^{2}}}=10^{-26}\ {\frac {\mathrm {J} }{\mathrm {s} \cdot \mathrm {m} ^{2}\cdot \mathrm {Hz} }}.}
In cgs-eenheden, die binnen de sterrenkunde nog veel worden gebruikt, bedraagt de jansky
{\displaystyle 1\,\mathrm {Jy} =10^{-23}\ {\frac {\mathrm {erg} }{\mathrm {s} \cdot \mathrm {cm} ^{2}\cdot \mathrm {Hz} }}.}
De eenheid is vernoemd naar de Amerikaanse natuurkundige Karl Jansky.
Voor metingen van de zon wordt de solar flux unit (sfu) gebruikt. Een sfu is 104 jansky.